# Kessya Bussy
Kessya Bussy (Orléans, 19 juni 2001) is een voetbalspeelster uit Frankrijk. Ze speelt als aanvaller voor VfL Wolfsburg in de Bundesliga.

## Clubcarrière
Bussy begon haar profcarrière bij OC Orléans. Na een seizoen in Division 2 voegde ze zich bij Stade de Reims. Ze maakte vijf doelpunten en gaf vijf assists in 22 competitiewedstrijden in haar debuutseizoen bij Reims. Bussy werd genomineerd voor beste jonge speelster tijdens de Trophées UNFP du football en FFF D1 Arkema prijzen.
In juni 2023 tekende Bussy een tweejarig contract bij competitiegenoot Paris FC. Op 3 juli 2025 tekende ze een driejarig contract bij VfL Wolfsburg.

## Statistieken
| Seizoen | Club           | Land      | Competitie | Wedstrijden | Doelpunten |
| ------- | -------------- | --------- | ---------- | ----------- | ---------- |
| 2020/21 | Stade de Reims | Frankrijk | Division 1 | 22          | 5          |
| 2021/22 | Stade de Reims | Frankrijk | Division 1 | 20          | 6          |
| 2022/23 | Stade de Reims | Frankrijk | Division 1 | 16          | 8          |
| 2023/24 | Paris FC       | Frankrijk | Division 1 | 21          | 7          |
| 2024/25 | Paris FC       | Frankrijk | Division 1 | 22          | 11         |
| 2025/26 | VfL Wolfsburg  | Duitsland | Bundesliga | 0           | 0          |
| Totaal  | Totaal         | Totaal    | Totaal     | 101         | 37         |

Laatste update: 15 juli 2025

## Interlandcarrière
Bussy werd in juni 2021 voor het eerst opgeroepen voor het Franse nationale team. Ze debuteerde op 10 juni 2021 in een 1-0 overwinning op Duitsland. Op 18 februari 2023 maakte Bussy haar eerste interlanddoelpunt in een 5-1 overwinning op Uruguay.